# Ў美術館
Ў美術館（ウーびじゅつかん、ベラルーシ語: Галерэя Ў）とは、かつてベラルーシの首都ミンスクに位置していた現代美術の美術館である。
美術館は展示スペースのほか、ワインバー"Ў"、デザインショップ、ログヴィノフ文芸館で構成されており、現代のベラルーシの芸術家が制作した絵画と彫刻を購入する機会が設けられている。美術館では芸術のほか、社会、市民活動の分野でセミナー、討論会などのイベントが開催されている。
美術館名である"Ў"はベラルーシ語で用いられるキリル文字であり、ベラルーシ語を他の東スラヴ語群の言語と区別している文字が名前の由来になっている。
2020年に閉館した。

## 沿革
2009年10月にЎ美術館は開館した。2010年にЎ美術館は若手のベラルーシ人の芸術家の創作活動を奨励するため、彼らの個展と公開討論を開催する「START計画」を立ち上げた。
開館以来、美術館では120以上の展示会や博覧会が開催されており、その多くがベラルーシ人の芸術家の作品を扱った展覧会である。また、Ў美術館はヴィリニュス、ポズナン、ルブリン、モスクワ、ストックホルムなど、海外の都市でも展覧会を開催している。

## 表彰
2011年と2016年に、リトアニアのヴィリニュスで開催される芸術祭（ArtVilnius）でЎ美術館は最優秀海外美術館賞（The Best Foreign Gallery）を受賞した。